# Lahaja
Lahaja (arab. لحايا) – wieś w Syrii, w muhafazie Hama. W 2004 roku liczyła 486 mieszkańców.